# Poturica
Poturica je kolokvijalan i uglavnom pogrdan izraz za preobraćenika u islam u doba vladavine Osmanskog Carstva u Europi.
Prelazak kršćana u islam pod Osmanlijama često se naziva poturčivanje ili turkizacija, a moglo je biti nasilno i dragovoljno. Poturčivanje se ne odnosi samo na islamizaciju kršćanskog (nemuslimanskog) pučanstva, nego i na promjenu narodnog i nacionalnog identiteta. Poturčivanje se odnosi istodobno na islamizaciju i nacionalnu identifikaciju s Turcima i Turskom. Uglavnom su visoke funkcije u Osmanskom carstvu dobivali poturčeni Srbi, kao Mehmed-paša Sokolović (1505. ili 1506., Sokolovići kraj Višegrada - 11. listopada 1579., Istanbul) je jedan od velikih osmanskih vojskovođa kršćanskog podrijetla. Drugi najviši službenik je Omer Paša Latas, rođen kao Mihajlo „Mićo“ Latas, pravoslavni Srbin rođen 1806. u ličkom selu Janja Gora u porodici koja je davala i vojnike i popove. Bilo je i poturčenih Hrvata kao što je na primjer Rustem-paša Hrvat koji je bio general i njegov brat Sinan-paša Hrvat koji je bio admiral osmanske mornarice. Iz tog vremena postoji izreka starosjedilaca: " Poturica gori i od Turčina", naglašavajući da su oni koji izdaju svoj narod najčešće pretjerivali u dokazivanju odanosti osvajačima. Tako je i u Bosni prelazak na islam imao velike razmjere pa je i danas većinsko stanovništvo u Bosni muslimansko. Razlozi su bili u prvom redu materijalna korist jer su plaćali manje poreze, mogli su napredovati u javnim službama. Recimo podatak iz tog razdoblja je da nemusliman nije mogao svjedočiti na sudu niti je mogao posjedovati zemlju. Jedan od ključnih političara krajem 20-tog stoljeća je Alija Izetbegović, čije je srpsko porijeklo iz Beograda iz kojeg su mu preci pobjegli 1868., u Bosnu, točnije u Bosanski Šamac. 